# 坎佩吉内
坎佩吉内（義大利語：Campegine），是意大利雷焦艾米利亚省的一个市镇。总面积22.24平方公里，人口5151人，人口密度231.6人/平方公里（2009年）。ISTAT代码为035010。